# Leszczawa Dolna
Leszczawa Dolna is een plaats in het Poolse district  Przemyski, woiwodschap Subkarpaten. De plaats maakt deel uit van de gemeente Bircza en telt 860 inwoners.